# Sbordoniella
Sbordoniella is een geslacht van kevers uit de familie van de loopkevers (Carabidae). De wetenschappelijke naam van het geslacht is voor het eerst geldig gepubliceerd in 1980 door Vigna Taglianti.

## Soorten
Het geslacht Sbordoniella is monotypisch en omvat slechts de volgende soort:
- Sbordoniella indagi Vigna Taglianti, 1980